# Emanuel Thomas Peter
Emanuel Thomas Peter (* 28. Februar 1799 in Jägerndorf; † 6. Juli 1873 in Wien) war ein österreichischer Miniaturmaler.
Peter wurde als Sohn eines Tuchmachers in Jägerndorf, Österreichisch-Schlesien, geboren. 1817 begann er in seinem Geburtsort eine Ausbildung als Steinmetz. Ab 1818 studierte er Kunst an der Akademie der bildenden Künste in Wien. Danach war er einige Jahre im Ausland tätig. 1830 kehrte er nach Wien zurück und zählt zu den Schülern von Moritz Daffinger. Dort wurde er auch als Miniaturmaler bekannt.
Seine Werke befinden sich heute in verschiedenen öffentlichen Sammlungen in Deutschland, Österreich und der Tschechien. Die meisten Werke befinden sich jedoch in Privatbesitz. Seine Originale sind in der Hauptsache in den Jahren 1828 bis 1860 datiert. Er signierte seine Werke oft nur in Kurzform mit E. Peter oder Em. Peter von Rieder. Sein Schwerpunkt waren feinsinnige Damen- und Herrenportraits in Aquarell- und Gouachetechnik. Peter kopierte auch oft andere Meisterwerke, die er dann in Miniaturformate nachbildete. Diese Werke waren damals sehr beliebt. 1866/67 wurden diese meist in Aquarell gemalten Kopien im Kunstverein von Wien ausgestellt.

## Werke (Auswahl)

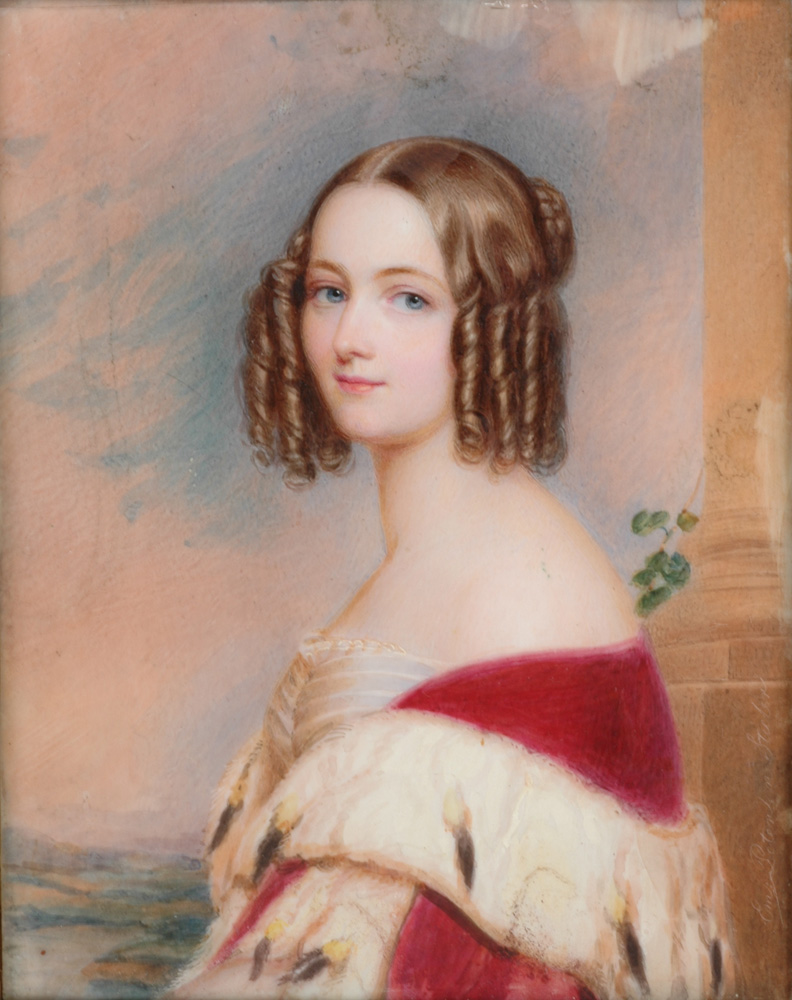
Marie Amalie von Baden, Miniatur auf Elfenbein nach einem Porträt von Joseph Karl Stieler
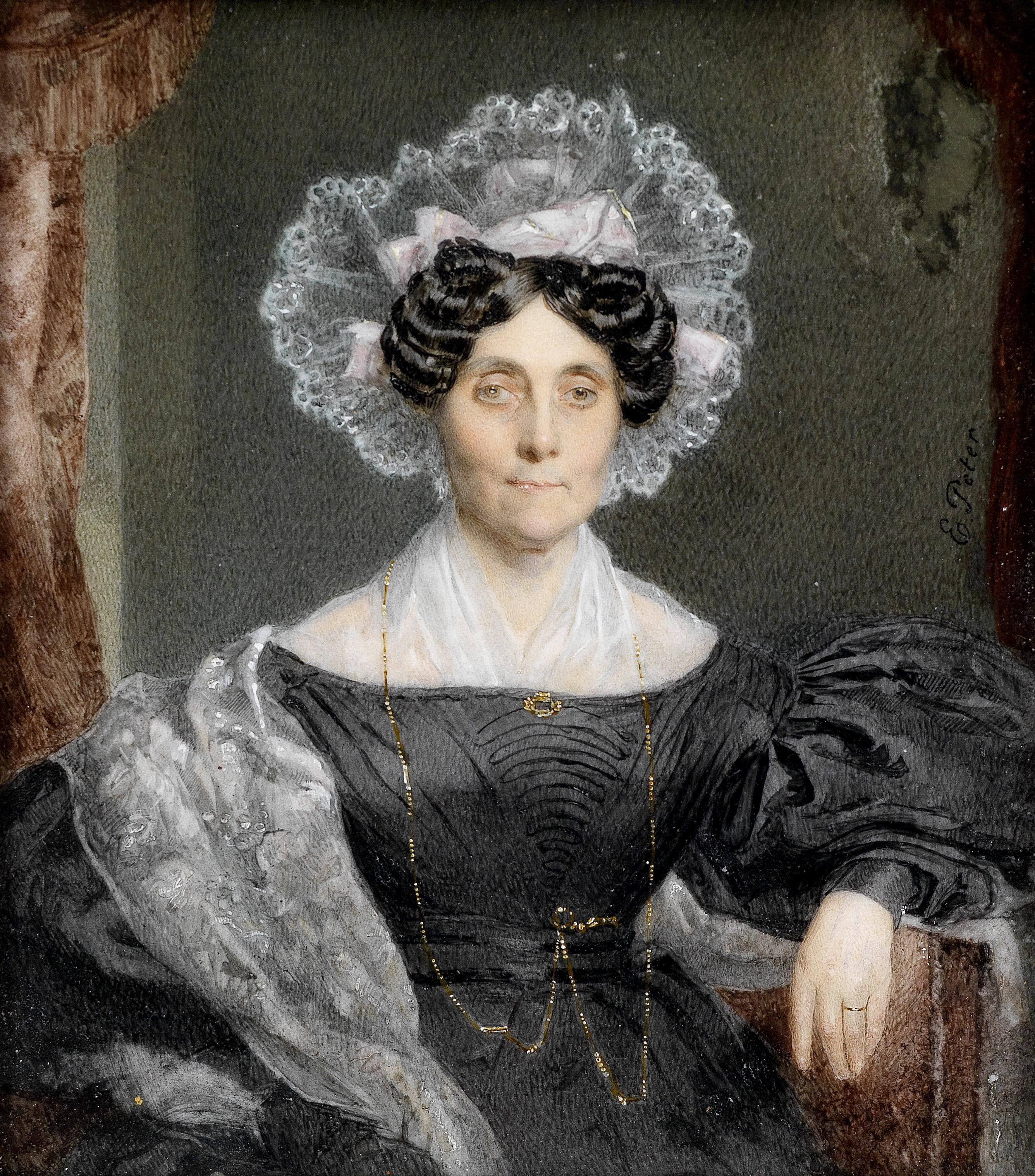
Aquarell auf Porzellan, 14 × 12 cm, Gräfin Therese Thun in schwarzem Seidenkleid und Spitzenhaube
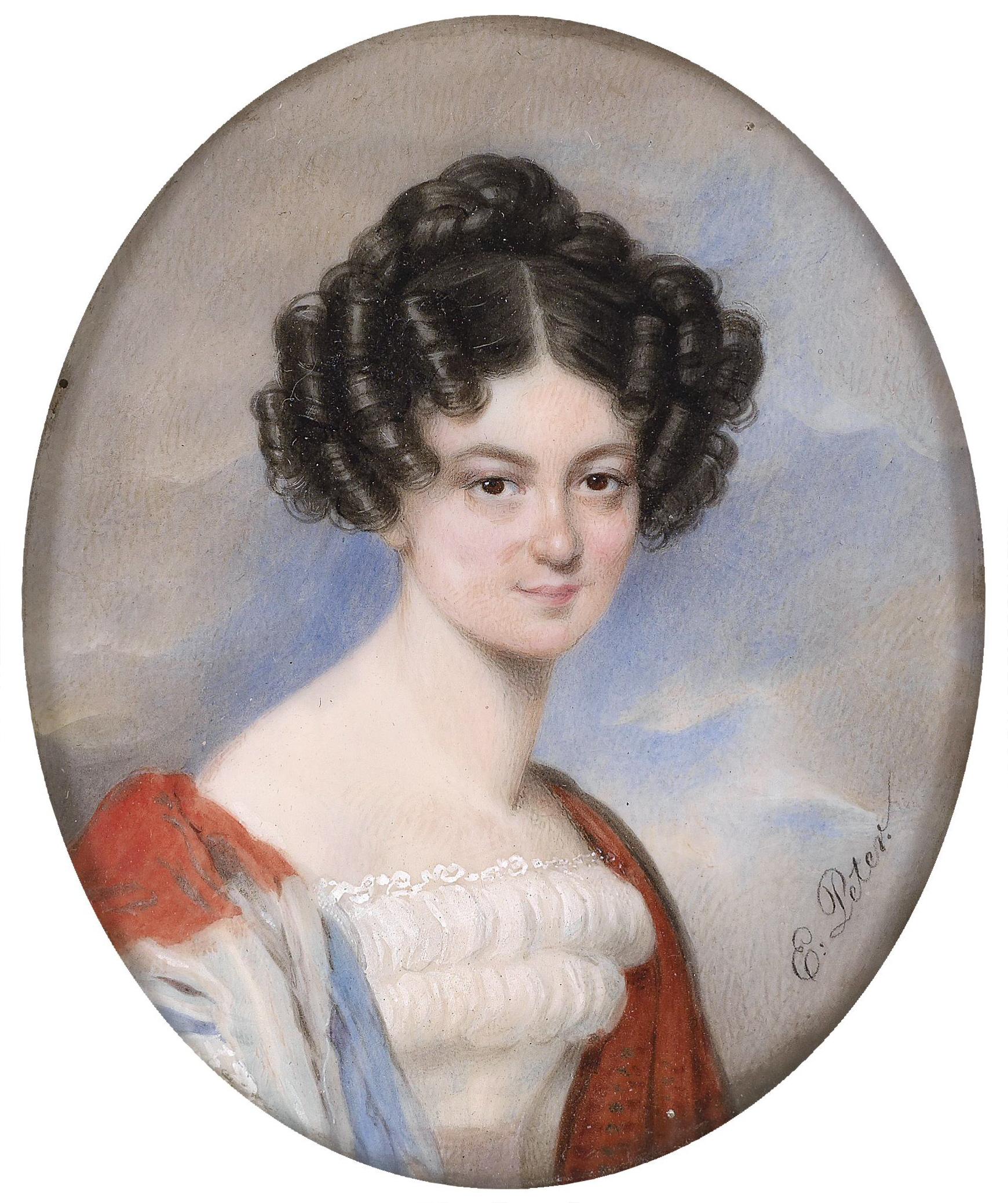
Aquarell auf Elfenbein, 7 × 5,5 cm oval, Gräfin Marie Chotek
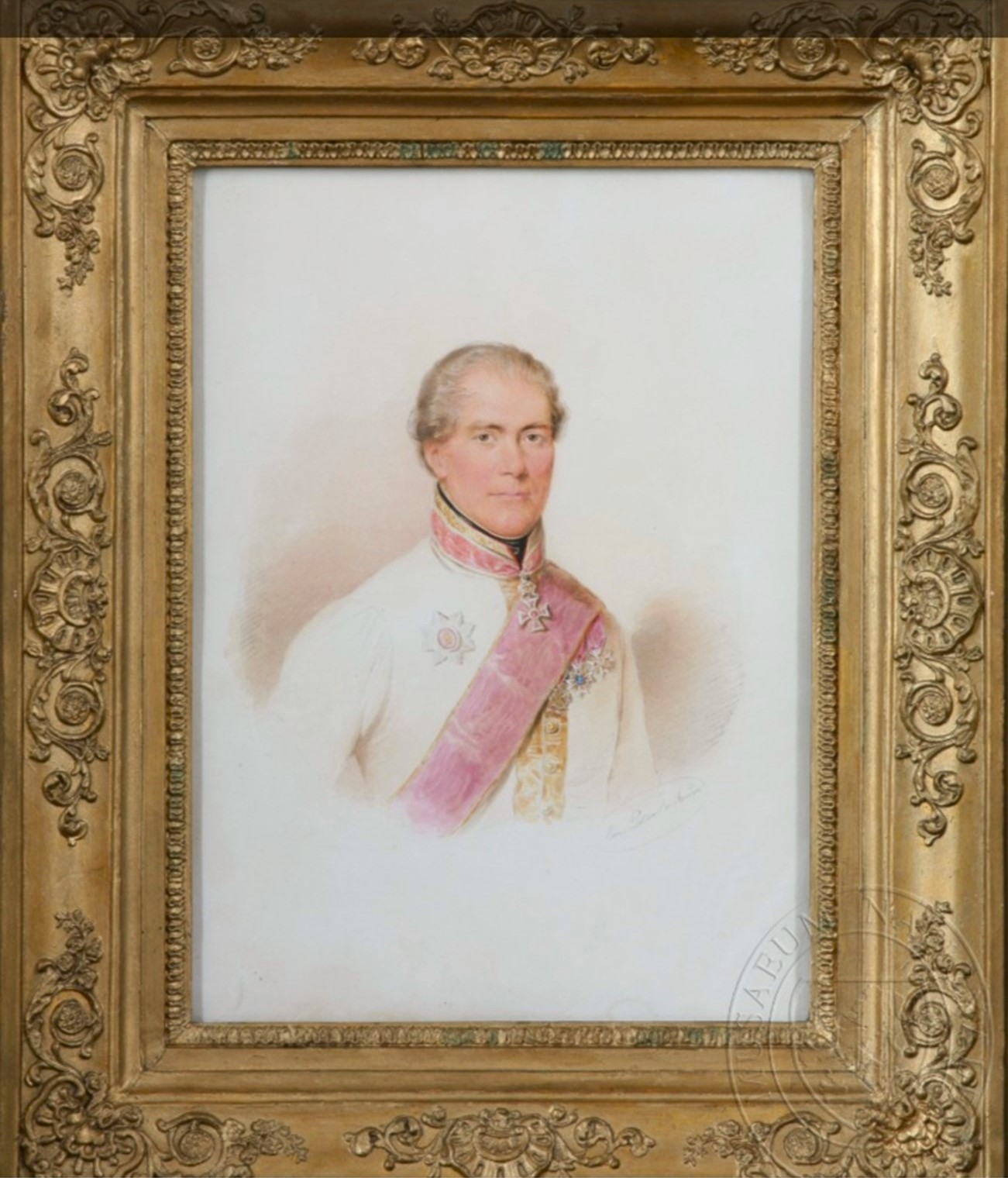
Aquarell auf Karton, 26 × 19,2 cm, August von Herzogenberg